# District de Fonyód
Le district de Fonyód (en hongrois : Fonyódi járás) est un des 8 districts du comitat de Somogy en Hongrie. Il compte 34 599 habitants et rassemble 21 localités : 17 communes et 4 villes dont Fonyód, son chef-lieu.
Cette entité existait déjà auparavant, sous ce nom depuis 1950 quand le chef-lieu a été déplacé de Lengyeltóti à Fonyód. Le district a été supprimé en 1974.

## Localités
- Balatonboglár
- Balatonfenyves
- Balatonlelle
- Buzsák
- Fonyód
- Gamás
- Gyugy
- Hács
- Karád
- Kisberény
- Lengyeltóti
- Látrány
- Ordacsehi
- Öreglak
- Pamuk
- Somogybabod
- Somogytúr
- Somogyvámos
- Somogyvár
- Szőlősgyörök
- Visz